# Fiebre amarilla
La fiebre amarilla o vómito negro es una enfermedad viral aguda e infecciosa, por lo general de corta duración.En la mayoría de casos, sus síntomas incluyen fiebre, escalofrío, pérdida del apetito, náusea, dolores musculares (particularmente en la espalda) y dolores de cabeza.Por lo general, los síntomas mejoran en cuestión de cinco días.En alrededor del 15% de las personas, tras un día de mejora la fiebre regresa, ocurre dolor abdominal y empieza un daño hepático que causa ictericia (piel amarillenta).Si esto ocurre, el riesgo de hemorragia y de problemas renales aumenta.
La enfermedad es causada por el virus de la fiebre amarilla, cuyo principal vector en las ciudades es el mosquito Aedes aegypti, que se encuentra en los trópicos y subtrópicos. Infecta a seres humanos, otros primates, y a varios tipos de mosquitos. Es una causa importante de enfermedad hemorrágica en muchos países de África y América del Sur. Es endémica en áreas subtropicales y tropicales de América del Sur y África. Su presentación clínica es variada, fluctuando desde una enfermedad febril leve y autolimitada (lo más frecuente) hasta una enfermedad hemorrágica y hepática grave (con un 50 % de letalidad). La palabra amarilla del nombre se refiere a los signos de ictericia, que afecta a los pacientes enfermos severamente.
El virus de la fiebre amarilla es un virus ARN del género Flavivirus. La enfermedad puede ser difícil de distinguir de otras enfermedades, particularmente en los estadios tempranos. Para confirmar un caso sospechado se requiere de una prueba de sangre con una reacción en cadena de la polimerasa.
Existe una vacuna segura y efectiva, y algunos países exigen vacunas para los viajeros. Otros esfuerzos de prevenir la infección incluyen reducir la población de los mosquitos transmisores. En áreas donde es común la fiebre amarilla, diagnósticos tempranos de casos e inmunización de grandes partes de la población son medidas importantes para evitar brotes. Sin embargo, no se conoce cura de la enfermedad, por lo que cuando personas no vacunadas la contraen solo se les puede proporcionar tratamiento sintomático.La muerte ocurre en casi la mitad de las personas que se enferman de manera severa.
En 2013, se estimaba que la fiebre amarilla había causado 130 000 infecciones severas y 78 000 muertes en África. Aproximadamente 90% de un estimado de 200 000 casos de fiebre amarilla anuales ocurren en África.  Cerca de mil millones de personas viven en regiones del mundo donde la enfermedad es común. Es común en áreas tropicales de Sudamérica y África, pero no en Asia. Desde la década de 1980, el número de casos de fiebre amarilla ha estado aumentando. Se piensa que esto se debe a que menos personas son inmunes, a la mayor cantidad de gente viviendo en las urbes, a que la gente migre constantemente, y al cambio climático, que aumenta los hábitats para los mosquitos.

## Historia

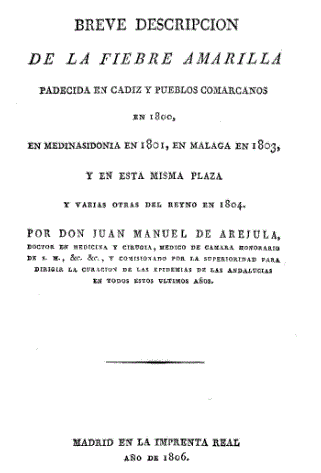
Portada Libro de Juan Manuel de Aréjula sobre la Fiebre Amarilla (1806)

Los orígenes evolutivos de la fiebre amarilla probablemente se encuentran en África, con transmisión de la enfermedad de primates no humanos a humanos.  Se cree que el virus se originó en África oriental o central y desde allí se propagó a África occidental. La fiebre amarilla llegó al continente americano con el tráfico trasatlántico de esclavos africanos. Algunos de los esclavos africanos, muchos de los cuales tenían mayor inmunidad, tenían infecciones tropicales como la fiebre amarilla que provocaron pandemias entre las naciones indígenas de las Américas. Como la enfermedad era endémica en África, las poblaciones de ese continente habían desarrollado cierta inmunidad a ella y solo les provocaban síntomas similares a los de la gripe. Por el contrario, cuando la epidemia golpeaba a colonos europeos en África o en América la mayoría moría.

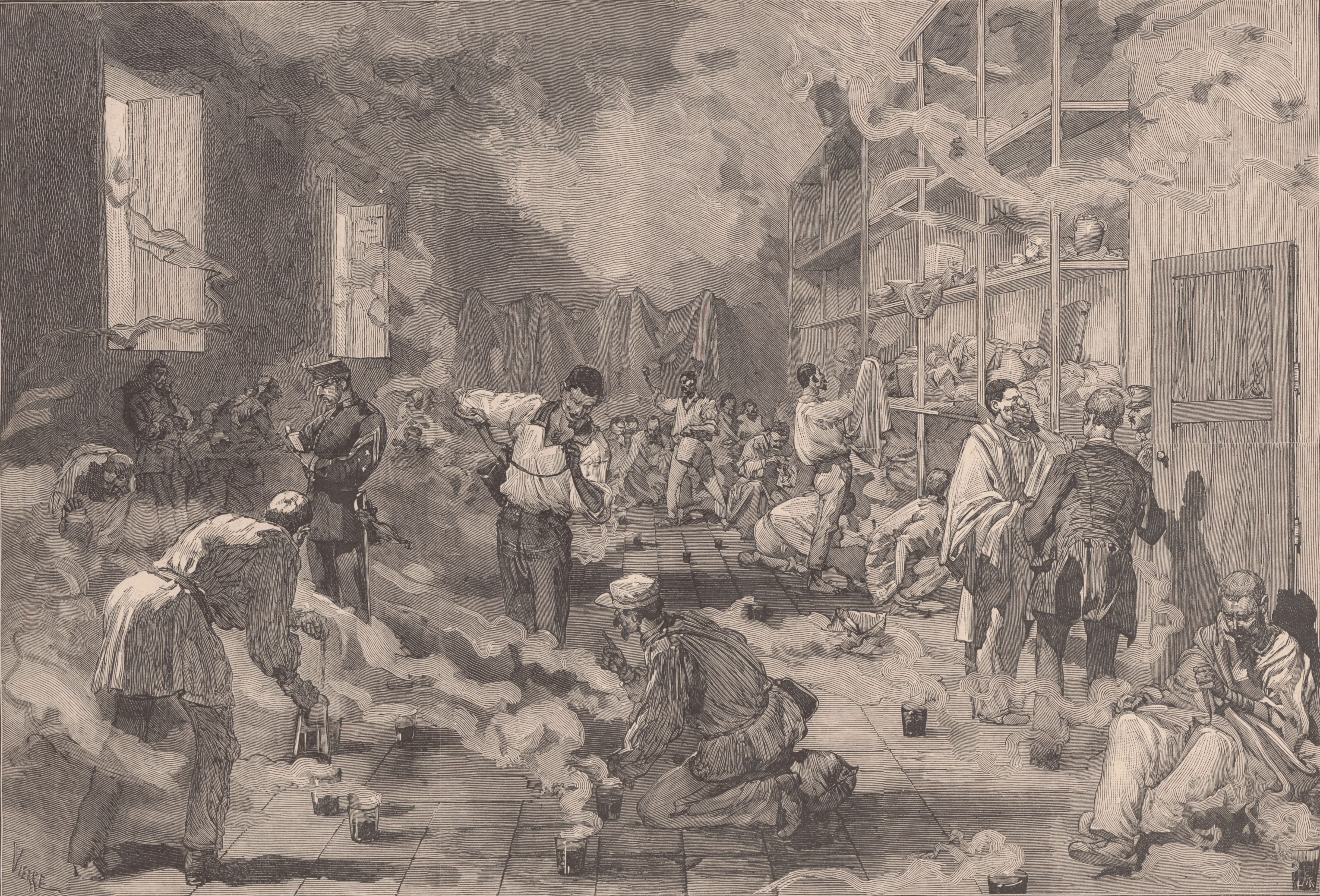
Fumigaciones realizadas en Leganés contra la enfermedad en las dependencias de las tropas españolas retornadas de Cuba (siglo)

La primera epidemia confirmada de fiebre amarilla en América fue la de 1647 en la colonia inglesa de Barbados. En el Caribe esta enfermedad tuvo consecuencias geopolíticas importantes, ya que diezmó muchos ejércitos enviados desde Europa. Por ejemplo, se calcula que entre junio y diciembre de 1794, unos dos mil soldados del ejército inglés enviado a Saint-Domingue murieron de fiebre amarilla; la mortandad disminuyó durante los primeros meses del año siguiente, pero de nuevo aumentó rápidamente a partir de mayo, causando unas seiscientas bajas al mes durante el verano. En 1797, con las tropas ya aclimatadas, la enfermedad causó menos víctimas, aunque el total de muertes inglesas por la fiebre amarilla se estima que superó las doce mil. Se estima que gran parte del triunfo de la Revolución Haitiana de 1802 se debió a que más de la mitad de las tropas francesas murió a causa de esta enfermedad. Charles Leclerc, cuñado de Napoleón, y que llegó al frente de un ejército de más de veinte mil soldados veteranos en 1802 con la Expedición francesa de Saint-Domingue, relató así los efectos de la fiebre amarilla entres sus tropas: «los estragos de esta enfermedad son simplemente, indescriptibles». Él mismo acabaría sucumbiendo a la enfermedad a finales de 1802. 
Se produjeron también epidemias en otras regiones, como Norteamérica —fue famosa la de Filadelfia en 1793— y Europa, por ejemplo Barcelona en 1821. Casi siempre afectaban a zonas urbanas con alta densidad de población, debido al corto radio de acción del mosquito Aedes aegypti.
El químico y cirujano español Juan Manuel de Aréjula estudió la Fiebre Amarilla tras un brote en Andalucía y se convirtió en uno de los científicos españoles y europeos más doctos en la materia publicando varios tratados sobre la enfermedad que tuvieron gran profusión y traducciones a otros idiomas.
La transmisión de la fiebre amarilla fue un misterio para la ciencia durante siglos hasta que en 1881 el científico y médico cubano Carlos Juan Finlay descubrió el papel del mosquito Aedes. En 1901 la enfermedad fue erradicada de La Habana y en pocos años se volvió rara en el Caribe.
La constatación de que el mosquito Aedes aegypti era el portador de la fiebre amarilla se produjo por la investigación de una comisión organizada por el ejército estadounidense. Después de ganar la guerra hispano-americana, las tropas estadounidenses instaladas en Cuba sufrieron muchas bajas debidas a la fiebre amarilla, a la que no estaban inmunizadas, como sí lo estaba la población local. Para demostrar que las afirmaciones de Finlay eran ciertas, en junio de 1900 la comisión médica, presidida por Walter Reed, expuso a 18 voluntarios americanos (2 civiles, 15 soldados y un oficial), junto con 18 inmigrantes españoles, también voluntarios, a las picaduras del Aedes aegypti.  Entre ellos estaban los doctores James Carrol y Jesse Lazear, que contrajeron la fiebre amarilla. Carrol pudo recuperarse, pero Lazear murió. A partir de esta verificación, se comenzó a eliminar el mosquito y a controlar las zonas acuosas donde se reproducía.
Sin embargo, hoy las poblaciones no vacunadas en muchas naciones en desarrollo del África y América del Sur continúan en gran riesgo. La Organización Mundial de la Salud estima que la fiebre amarilla afecta a unas 200 000 personas cada año y mata a 30 000 de ellas, en poblaciones no vacunadas.

## Epidemiología

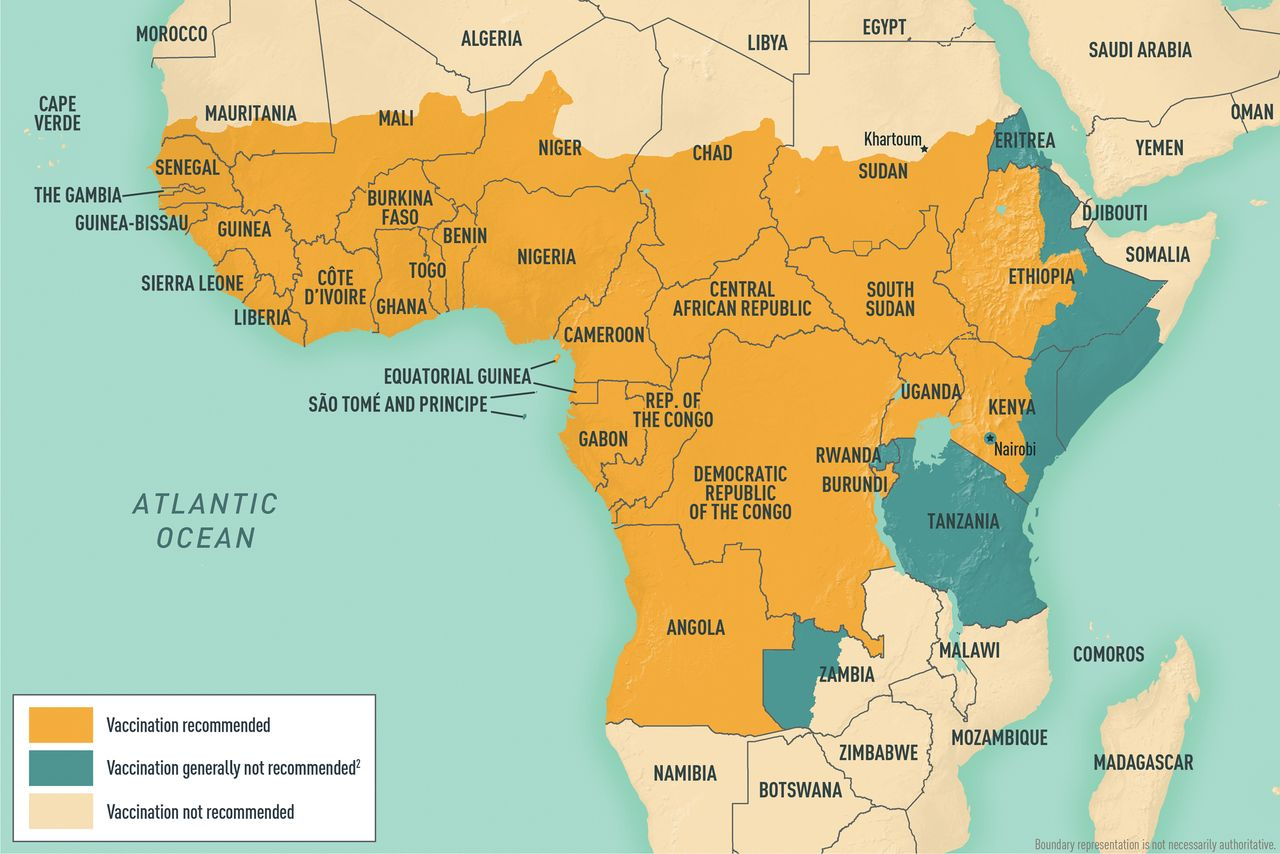
Zona endémica de fiebre amarilla en África (2009)

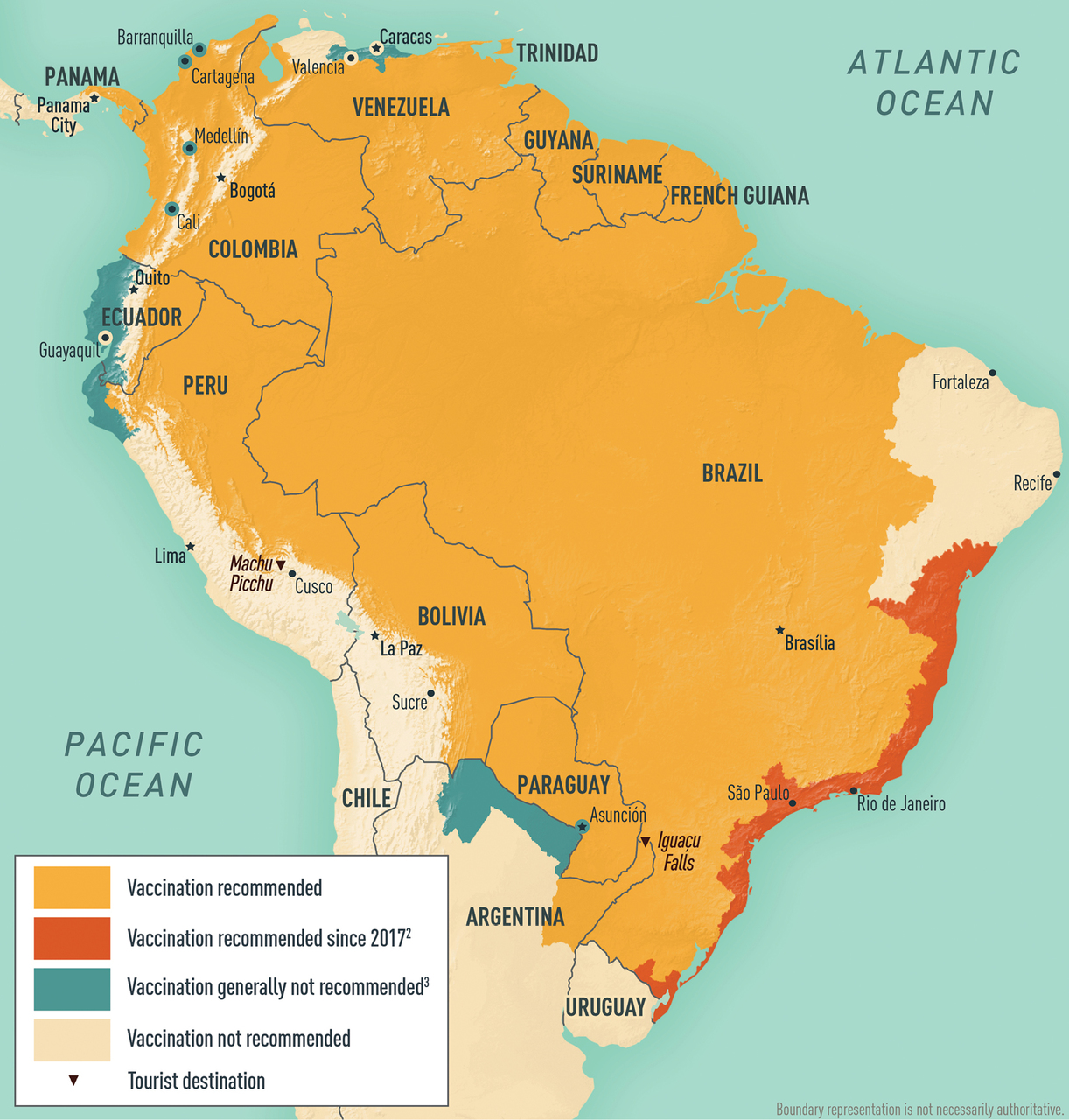
Zona endémica de fiebre amarilla en América del Sur(2009)

La fiebre amarilla es transmitida al ser humano por la picadura del mosquito Aedes aegypti y otros mosquitos de los géneros Aedes, Haemagogus y Sabethes, que se encuentran generalmente a menos de 1300 metros sobre el nivel del mar, pero Aedes han sido hallados ocasionalmente hasta los 2200 m s. n. m., en las  zonas tropicales de América y África.
El rango de huéspedes del virus es estrecho y se mantiene en la naturaleza entre primates y mosquitos hematófagos de los géneros Aedes y Haemagogus en África y América del Sur respectivamente, con transmisión transovárica entre estos vectores. Esto es lo que se llama el «ciclo selvático de la fiebre amarilla». Los seres humanos son infectados ocasionalmente por mosquitos de la selva que previamente se han alimentado de un primate infectado, y luego pueden convertirse en huésped para la transmisión interhumana urbana, principalmente a través del Aedes aegypti, una especie que se desarrolla en recipientes que contienen agua dentro de moradas o en las cercanías a ellas. Este es el «ciclo urbano de la fiebre amarilla».
La gran mayoría de los casos de enfermos y muertos por la fiebre amarilla ocurre en el África subsahariana donde es un problema grave de salud pública que se presenta con un patrón epidémico. 610 millones de personas distribuidas en 32 países de África están en riesgo de contraerla. La enfermedad es endémica en varios países de América Central, América del Sur y el Caribe. Bolivia, Brasil, Colombia, Ecuador, Perú y Venezuela son los países con mayor riesgo.
La enfermedad puede permanecer localmente desconocida en humanos por extensos períodos y súbitamente brotar en un modo epidémico. En Centroamérica, Venezuela y Trinidad, tales epidemias se han debido a la forma de la enfermedad (fiebre amarilla selvática), que permanece viva en la población de monos aulladores y es transmitida por el mosquito Haemagogus, el cual vive precisamente en el dosel forestal de las selvas lluviosas. El virus pasa a los humanos cuando las selvas altas son taladas. Los obreros forestales pueden entonces transmitir la enfermedad a otros, iniciando así una epidemia.

### Epidemia de 2016
A principios de 2016 se desató una epidemia de fiebre amarilla en Angola. Entre enero y agosto se han contabilizado 4000 casos sospechosos, de los cuales se han confirmado 879. De Angola el brote pasó a la vecina República Democrática del Congo, donde se han confirmado 68 casos y hay más de 2200 casos sospechosos. Se cuentan ya 400 muertes confirmadas entre ambos países, la mayoría en Angola.

## Causa
La fiebre amarilla es causada por el virus prototipo del género Flavivirus, compuesto por alrededor de 70 cepas de virus ARN monocatenario positivo, la mayoría transmitida por artrópodos (mosquitos y garrapatas).

## Cuadro clínico

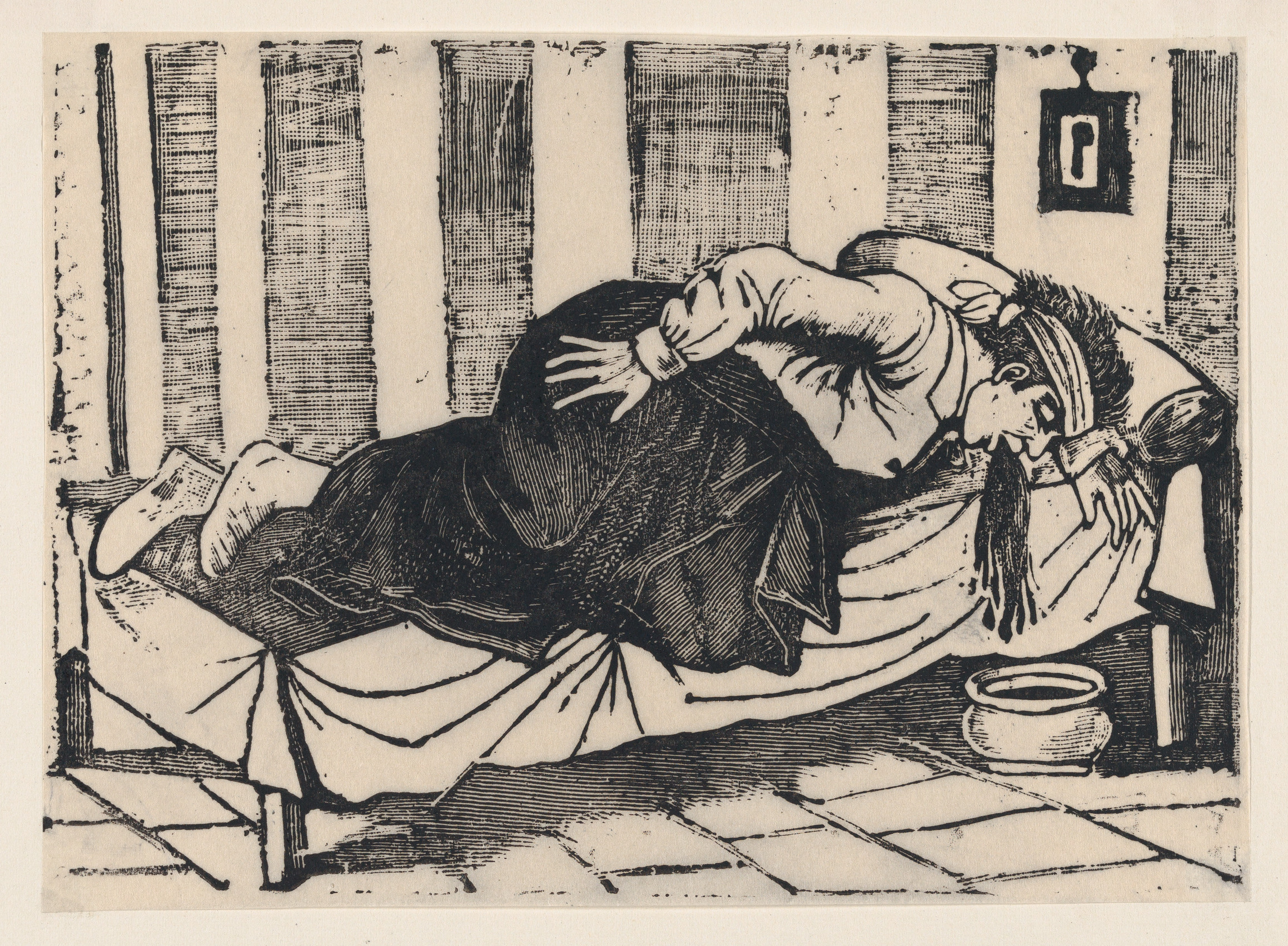
Hombre vomitando por la fiebre amarilla

El período de incubación se sitúa entre los 3 y los 7 días. La duración de la enfermedad en caso de curación es de una a dos semanas.
Tras el período de incubación cabe distinguir dos formas clínicas: la leve y la grave o clásica.
- Forma leve. Es poco característica y sólo se sospecha en zonas endémicas y especialmente durante las epidemias. Comienza bruscamente con fiebre elevada, escalofríos y cefalea. Pueden existir, además, mialgias, náuseas, vómitos y albuminuria.[37] Suele durar de 1 a 3 días y curar sin complicaciones.

- Forma grave o clásica. Tras un período inicial similar al anterior, en el que pueden existir además epistaxis y gingivorragia, se produce un descenso febril (remisión). A continuación reaparece la fiebre, se instaura ictericia (100 % de los casos) y puede aparecer insuficiencia hepática o renal con proteinuria (90 %) y agravamiento de la diátesis hemorrágica, con epistaxis abundantes, gingivorragia, punteado hemorrágico en el paladar blando y hematemesis de sangre negra y coagulada (vómito negro) (20 % de casos). Un signo clínico clásico es la existencia de bradicardia relativa a pesar de la fiebre elevada (signo de Faget). Al inicio existe leucopenia con neutropenia. Los restantes parámetros bioquímicos traducen sólo la existencia de fallo orgánico único o múltiple (generalmente hepático o renal) y deshidratación (alteraciones iónicas y del equilibrio acidobásico).

## Diagnóstico
El diagnóstico en zonas tropicales suele establecerse a partir de los datos clínicos. La confirmación del diagnóstico requiere la demostración de un ascenso al cuádruple en el título de anticuerpos en un paciente sin historia reciente de vacunación frente a la fiebre amarilla y si se han podido excluir reacciones cruzadas frente a otros flavivirus, o la demostración del virus de la fiebre amarilla, sus antígenos o genoma en tejidos, sangre o líquidos biológicos.

## Tratamiento
No existe tratamiento eficaz para la fiebre amarilla, justificando la importancia de la vacunación. En los casos graves está indicado el tratamiento sintomático y de soporte, particularmente la rehidratación y el control de posible hipotensión. La mortalidad global es del 5 % en poblaciones indígenas de regiones endémicas, aunque en los casos graves, en epidemias o entre poblaciones no indígenas, hasta el 50 % de los pacientes pueden fallecer. Ciertos casos resultan en insuficiencia renal aguda por lo que la diálisis es importante para el tratamiento renal.

## Pronóstico

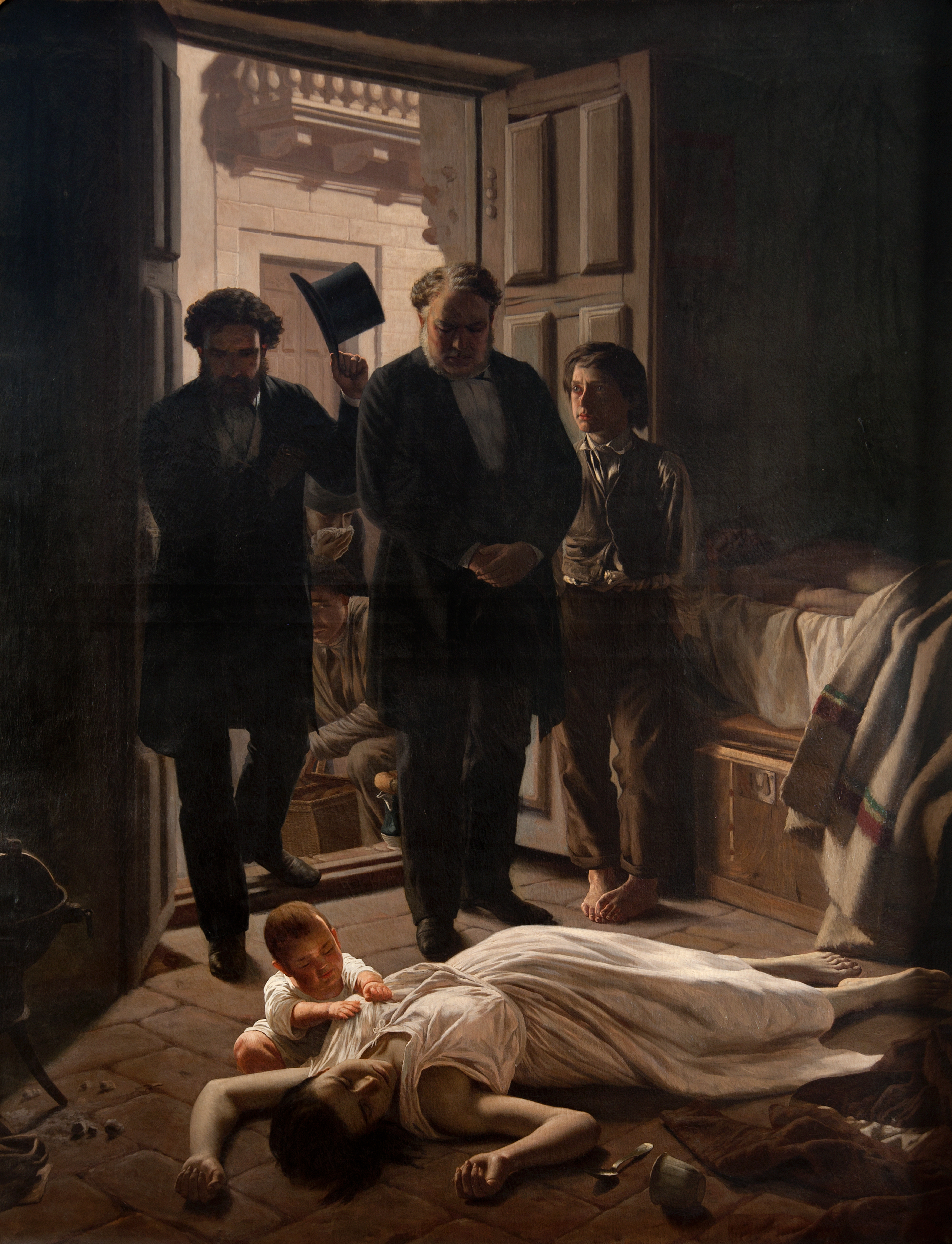
Un episodio de la fiebre amarilla en Buenos Aires de Juan Manuel Blanes

Reportes históricos han mostrado la tasa de mortalidad entre 1 de 17 (5,8 %) y 1 de 3 (33 %). Las notas informativas de la OMS para la fiebre amarilla, actualizadas en 2001, cita que 15 % de los pacientes entrarán en una «fase tóxica» y que la mitad de ellos morirían entre 10 a 14 días, y la otra mitad se recuperaría.

## Profilaxis
En 1937, Max Theiler, trabajando para la Fundación Rockefeller, desarrolló una vacuna para la fiebre amarilla, la cual efectivamente protege a aquellas personas que viajan a áreas afectadas, manteniendo a su vez un medio de control de la enfermedad.
La profilaxis se realiza mediante el uso de una vacuna que es eficaz desde los 10 días hasta diez años después de colocada y por medio de medidas de control que se basan en el aislamiento de los enfermos para evitar en lo posible que sean picados de nuevo por los mosquitos vectores, así como en la desinsectación, el control de mosquitos y el empleo de medios que eviten las picaduras (ropa protectora, repelentes, redes), aunque estas últimas no siempre son eficaces en el control del mosquito. El mejor método de control es la vacunación de la población receptiva (habitantes de zonas endémicas y viajeros a éstas). 
Estudios recientes han descubierto un incrementado número de áreas afectadas por infecciones virales transmitidas por mosquitos y han justificado la investigación y financiamiento de vacunas.
La vacunación masiva de la población en Angola y República del Congo, que podría evitar la propagación de la enfermedad, se ha visto limitada por el bajo nivel de existencias de vacunas, ya que su fabricación requiere todo un año. Las autoridades sanitarias han recurrido a la aplicación de vacunas en dosis cinco veces inferiores a las habituales.

## Cambios en la Ciudad de Buenos Aires
La fiebre amarilla era una enfermedad costera que tenía un carácter endémico en Río de Janeiro y otros puertos brasileños. Los buques que viajaban desde Brasil hacia Montevideo y Buenos Aires llevaron consigo la enfermedad hacia el sur del Atlántico. En 1857 una tercera parte de la población de Montevideo se contagió con el virus, muriendo alrededor de 800 personas. Al año siguiente la epidemia se trasladó a Buenos Aires aunque con menor intensidad. A causa de ello, se manifestaba frecuentemente la preocupación por los buques procedentes de la capital brasileña. Esta situación produjo que la enfermedad se propague por la ciudad de Buenos Aires y genere una sucesión de modificaciones urbanas explicadas a continuación. 
Desde el punto de vista sanitario, comenzaría a plantearse el saneamiento urbano como problema social. Los mataderos, hospitales y cementerios pasaron a ser percibidos como fuentes de enfermedad, y empezó a gestarse como disciplina el higienismo, que no solo se ocuparía de la fiebre amarilla, sino también de otras epidemias como el cólera. El higienismo se fue consolidando en la segunda mitad del siglo XIX, ampliando su campo de intervenciones en el espacio público y en la vida familiar. Respecto de la organización urbana, médicos y sanitaristas pondrían el acento en la circulación del aire, cuya contaminación se vinculaba con los azotes de cólera y fiebre amarilla. Se propuso regular la localización de plazas, parques y espacios verdes de la ciudad, el ancho de las calles y la altura del frente de los edificios. En cuanto a la esfera familiar, la mirada de los higienistas se dirigió -como nunca antes- hacia los conventillos donde resultaba habitual el hacinamiento, íntimamente relacionado con la inmigración, que obligaba a familias muy numerosas a residir en pequeñas habitaciones.
Por otro lado hay que decir que Buenos Aires era una ciudad muy precaria: la mayoría de la población se abastecía con agua de cisternas y de río, los saladeros y el Riachuelo eran focos de podredumbre e infecciones. Por la desigualdad social no todos vivían igual: los inmigrantes y sectores más pobres vivían hacinados en los famosos conventillos, lugares en los que no se tenía acceso a servicios básicos ni a medidas de higiene mínimas, a pesar del alto precio de los alquileres. Esto nos permite reflexionar y observar que hubo de ocurrir un suceso lamentable para que se realizasen mejoras en las infraestructuras de abastecimiento de la ciudad que transformaron a Buenos Aires por completo. Se hicieron obras de infraestructuras importantes como las cloacas o red de saneamiento, la red de agua corriente y la centralización de la recolección de basura. También se prohibieron los saladeros de carne en los márgenes del Riachuelo, porque las aguas contaminadas eran una de las causas de la propagación rápida de la enfermedad. La mayor cantidad de obras se centraron en la zona norte, como por ejemplo los parques y espacios verdes que se empezaron a valorar por la oxigenación y el aire libre que combate el encierro y el hacinamiento que favorecía el contagio.
Pero el sur siguió siendo el sur. Todas las construcciones que abandonaron los ricos cuando se fueron huyendo de la peste hacia el norte, fueron ocupadas por los inmigrantes que siguieron llegando desde Europa, produciendo así una masiva migración interna en la ciudad. 
Todos estos sucesos nos permiten ver como esta epidemia tuvo consecuencias catastróficas: sembró el terror en las calles y dejó profundas marcas en la evolución histórica, con cambios no solo demográficos, sino también sociales y culturales.